# Ángel Botta
Ángel Botta (12 décembre 1925 – 15 août 2011) était un ancien joueur et entraîneur de football argentin. Il a fait l'essentiel de sa carrière à Aruba où le centre technique national de football porte son nom.

## Biographie
Botta s'est fait un nom à Aruba, en entraînant le club d'Aruba Juniors avec lequel il remporte le championnat en 1953. Cette même année, il conduit l'équipe des Antilles néerlandaises à la 4e place de la Coupe CCCF. Deux ans plus tard, il dispute la même compétition, mais cette fois-ci à la tête de la sélection d'Aruba qu'il emmène à la 5e place. En 1974, il dirige la République dominicaine lors des Jeux d'Amérique centrale et des Caraïbes.
En 1996, il revient aux commandes de la sélection arubaise et devient le premier sélectionneur à la diriger lors d'un tournoi de qualification pour la Coupe du monde, en l'occurrence les éliminatoires pour la Coupe du monde 1998, sans grand succès puisqu'il s'incline deux fois face à la République dominicaine (2-3 et 1-3).
Installé de longue date à Aruba, Ángel Botta entraîna la plupart des clubs de l'île (Aruba Juniors, SV La Fama, SV Dakota, SV Estrella, Tropical, Racing Club Aruba, Brazil Juniors, SV Caiquetio, SV Juventud Tanki Leendert, entre autres). Il décède en août 2011 à l'hôpital Dr. Horacio E. Oduber d'Oranjestad. Il était atteint de la maladie d'Alzheimer.